# Diachrysia croesus
Diachrysia croesus är en fjärilsart som beskrevs av Felix Bryk 1923. Diachrysia croesus ingår i släktet Diachrysia och familjen nattflyn. Inga underarter finns listade i Catalogue of Life.